# ریساکو میتسوی
ریساکو میتسوی (انگلیسی: Risako Mitsui؛ زادهٔ ۲۳ سپتامبر ۱۹۹۳) ورزشکار شنای موزون اهل ژاپن است.
وی در مسابقات کشوری و بین‌المللی در مجموع برندهٔ ۵ مدال نقره، ۶ مدال برنز شده‌است.